# Iglesia de Santa María de Blanquerna (Berat)

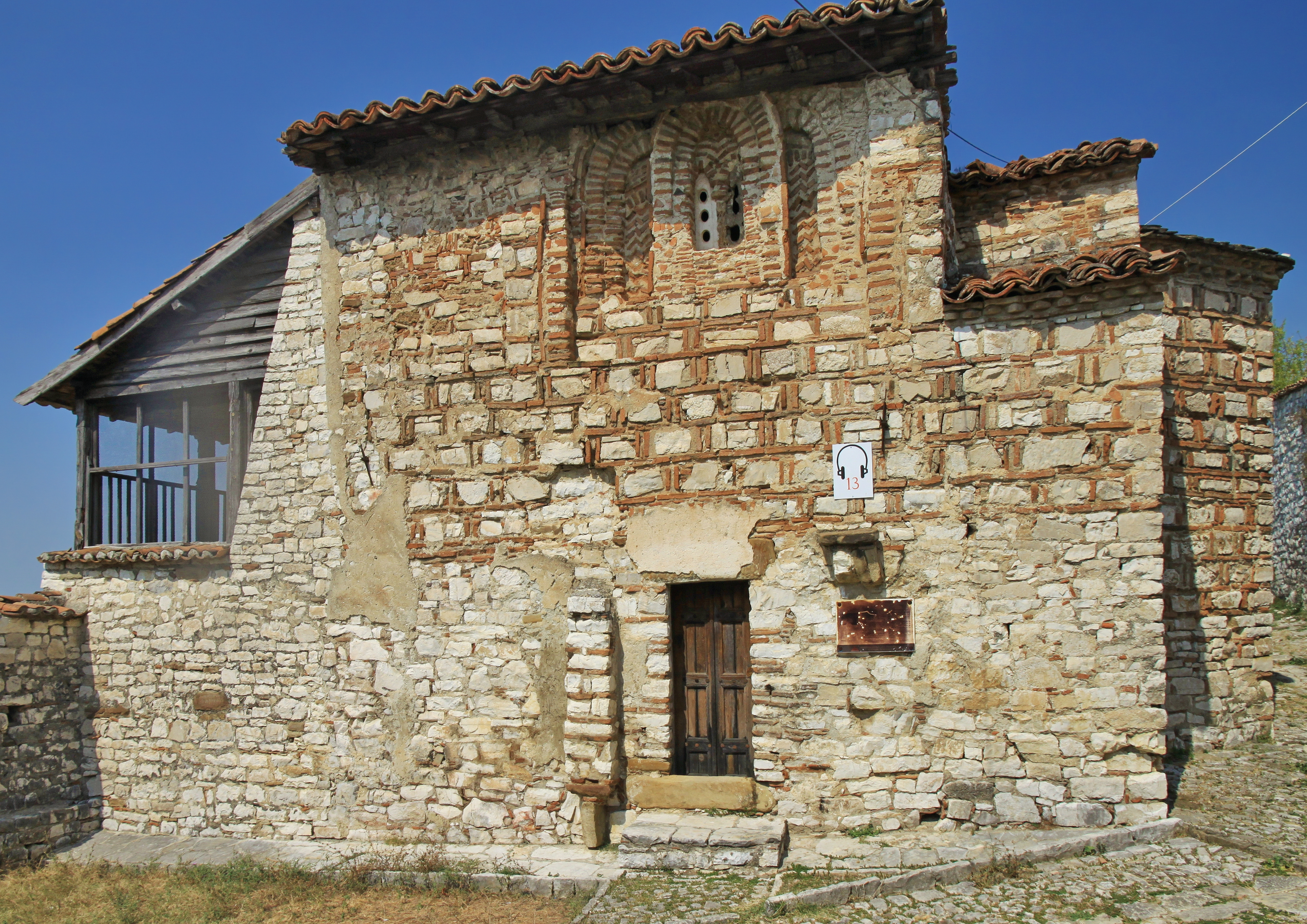
Imagen de la Iglesia de Santa María de Blanquerna (2011)

La Iglesia de Santa María de Blanquerna (en albanés Kisha e Shën Mëri Vllahernës) se encuentra situada en lo alto de la ladera de una colina, en el interior del castillo de Berat, en Berat, la llamada ciudad de las mil ventanas, una de las ciudades más antiguas de Albania que junto al también centro histórico de Gjirokastra, son Patrimonio de la Humanidad.
Su nombre proviene de la famosa iglesia ortodoxa de Santa María de Blanquerna de Constantinopla, cerca del Palacio de Blanquerna. Esta iglesia, también ortodoxa, de estilo bizantino, fue construida en el siglo XIII, conteniendo pinturas murales del siglo XVI. Fue declarada "Monumento Cultural" de Albania en 1948.
Se cree que existió en el lugar un antiguo monasterio de los siglos V o VI. Nikolla Onufri, hijo del más famoso pintor de iconos Onufri, decoró la iglesia en 1578 con escenas de la Biblia y profetas. Su suelo está decorado con mosaicos.